# Chortopodisma cobellii
Chortopodisma cobellii är en insektsart som först beskrevs av Krauss 1883.  Chortopodisma cobellii ingår i släktet Chortopodisma och familjen gräshoppor. Inga underarter finns listade i Catalogue of Life.